# باشگاه فوتبال نسف
باشگاه فوتبال نَسَف قَرشی (به ازبکی: Nasaf Qarshi futbol klubi) یک باشگاه فوتبال از ازبکستان است که در قرشی(یا در فارسی نخشب) پایه‌گذاری شده‌است و در لیگ فوتبال ازبکستان بازی می‌کند.این باشگاه در سال ۱۹۸۶ میلادی تأسیس شده‌است.
این تیم در سال ۲۰۰۲ میلادی در مسابقات لیگ قهرمانان آسیا به مقام چهارمی رسیده‌است.
نسف قرشی در سال ۲۰۱۱ به مقام قهرمانی لیگ قهرمانان آسیا ۲ دست یافت و در سال ۲۰۲۱ نایب قهرمان لیگ قهرمانان آسیا ۲ شد. 
همچنین این باشگاه در سال ۲۰۲۴ برای اولین بار قهرمان سوپر لیگ ازبکستان شد و ۴ بار نایب قهرمانی در لیگ ازبکستان، ۴ قهرمانی در جام ازبکستان و ۳ قهرمانی در سوپر جام ازبکستان را نیز دارد.

## افتخارات
داخلی
- لیگ برتر ازبکستان
- قهرمان (۱):۲۰۲۴
  - نایب قهرمان (۴): ۲۰۱۱، ۲۰۱۷، ۲۰۲۰، ۲۰۲۳
- جام حذفی ازبکستان
  - قهرمان (۴): ۲۰۱۵، ۲۰۲۱، ۲۰۲۲، ۲۰۲۳
  - نایب قهرمان (۵): ۲۰۰۳، ۲۰۱۱، ۲۰۱۲، ۲۰۱۳، ۲۰۱۶
- سوپر جام ازبکستان
  - قهرمان (۳): ۲۰۱۶، ۲۰۲۳، ۲۰۲۴

آسیایی
- لیگ قهرمانان آسیا ۲
  - قهرمان (۱): ۲۰۱۱
  - نایب قهرمان (۱): ۲۰۲۱